# Rhynchotropis poggei
Rhynchotropis poggei är en ärtväxtart som först beskrevs av Paul Hermann Wilhelm Taubert, och fick sitt nu gällande namn av Hermann August Theodor Harms. Rhynchotropis poggei ingår i släktet Rhynchotropis och familjen ärtväxter. Inga underarter finns listade i Catalogue of Life.